# Les Brigades du Tigre (série télévisée)
Pour les articles homonymes, voir Brigades du Tigre (homonymie).
 (février 2017).
Les Brigades du Tigre est une série télévisée française en coproduction, en 36 épisodes de 55 minutes, créée par Claude Desailly et réalisée par Victor Vicas, diffusée du 21 décembre 1974 au 11 novembre 1983 sur la deuxième chaîne de l'ORTF puis sur Antenne 2, et diffusée dès le 3 mars 1974 sur la RTB.
Coproduite par la France (ORTF/Télécip), l'Allemagne de l'Ouest (TV 60 Munich (de)), la Belgique (RTB) et la Suisse (TSR), la série a été rediffusée en Belgique sur AB4, ainsi qu'en France sur TMC en avril 2006. Au Québec, elle est diffusée à partir du 26 mars 1976 à la Télévision de Radio-Canada.
Les cinquième et sixième saisons des Brigades du Tigre, diffusées de 1981 à 1983, constituent la série dite Les Nouvelles Brigades du Tigre. Les épisodes des quatre premières saisons se déroulent avant la Première Guerre mondiale et les épisodes des cinquième et sixième saisons ont lieu durant l'entre-deux-guerres, de 1919 à 1930.

## Synopsis

### Intrigue
Au début du XXe siècle en France, une brigade de police motorisée est créée. Dirigée (dans la série) par le commissaire divisionnaire Faivre, cette brigade est inspirée des véritables « brigades mobiles » instaurées en 1907 par Georges Clemenceau (surnommé « le Tigre »), à l'époque ministre de l'Intérieur.
Le commissaire Valentin, les inspecteurs Pujol et Terrasson, fonctionnaires de la brigade mobile d'intervention, mènent des enquêtes policières au cours desquelles règnent mystère, surnaturel et personnages historiques, et dont l'enjeu est souvent la protection de la République.
Si les « Brigades du Tigre » ont donné leur titre à la série, cette appellation n'a pas de réalité historique, le nom officiel étant les « Brigades régionales de police mobile ».

#### Accroche du premier épisode
« 1907. En ce début de siècle où la vie se transforme au rythme accéléré d'une industrie triomphante, les structures traditionnelles de la vieille société se brisent chaque jour davantage derrière la façade de la « Belle Époque ».
La criminalité augmente dans des proportions d'autant plus inquiétantes qu’une délinquance nouvelle est née, qui s'appuie, elle, sur le progrès technique et fait échec à une police archaïque dont les méthodes et le matériel n'ont guère évolué depuis Vidocq. Un chiffre est plus éloquent que tout : au cours de l'année 1906, 103 000 affaires criminelles et correctionnelles ont été classées sans que les auteurs aient pu être identifiés. L'année 1907 s'annonce pire encore. Il y va de la sécurité des villes et des campagnes,. »

— Prologue du narrateur (dit par Claude Dasset), Les Brigades du Tigre, saison 1, épisode 1 (« Ce siècle avait sept ans »), écrit par Claude Desailly.

## Fiche technique
- Titre : Les Brigades du Tigre puis Les Nouvelles Brigades du Tigre
- Réalisation : Victor Vicas
- Scénario : Claude Desailly (créateur de la série)
- Production : Roland Gritti, Étienne Laroche, Serge Lebeau, Robert Velin
- Sociétés de production : ORTF, Antenne 2
- Musique : Claude Bolling
  - générique : La Complainte des Apaches, interprétée par Philippe Clay (paroles de Henri Djian)
- Directeur artistique : Robert Giordani
- Décors : Rino Mondellini
- Costumes : Claude Catulle
- Pays de production :  France •  Allemagne de l'Ouest •  Belgique •  Suisse
- Format : couleur - 1,33:1 - son : mono
- Genre : policier, historique
- Nombre d'épisodes : 36 (6 saisons)
- Durée : 55 minutes
- Date de première diffusion : 
  - Belgique : 3 mars 1974[réf. nécessaire]
  - France : 21 décembre 1974
  - Allemagne de l'Ouest : 10 novembre 1976
  - Suisse : 2 décembre 1978 (Suisse alémanique)

## Distribution

### Personnages principaux
Les trois policiers que l'on suit tout au long de la série (Valentin, Pujol et Terrasson) ne correspondent pas à des personnes ayant réellement existé.
- Commissaire Paul Valentin (Jean-Claude Bouillon) : Recevant une promotion alors qu'il est inspecteur à la Police Judiciaire et constatant que la police doit impérativement se moderniser, il intègre les Brigades mobiles que vient de créer Georges Clemenceau. Réfléchi, séducteur, mais têtu et parfois frondeur, il devient vite (sous la férule de leur directeur, l'intransigeant Monsieur Faivre) l'âme et la cheville ouvrière des « Brigades du Tigre », ainsi qu'elles furent surnommées en 1907, au début du XXe siècle.
- Inspecteur Marcel Terrasson (Pierre Maguelon) : « Le Colosse de Rodez » est l'un des deux inspecteurs travaillant avec Valentin. Possédant un fort accent méridional, cette force de la nature n'hésite pas à se servir de ses poings pour se défendre. Ami fidèle de Pujol et de Valentin, c'est un homme de terrain prêt pour l'action.
- Inspecteur Gustave Pujol (Jean-Paul Tribout) : Second partenaire de Valentin, frêle inspecteur, agile dans ses mouvements et à l'allure de « titi parisien », il se caractérise par sa discrétion exemplaire. Malin, passé maître dans l'art de la filature et du déguisement, il est souvent envoyé par Valentin pour surveiller les suspects, voire pour infiltrer les réseaux criminels.

Au fil des saisons, les trois héros ont connu deux supérieurs :
- Claude Faivre (François Maistre), « le patron », chef des Brigades mobiles (réel nom du 1er commissaire divisionnaire de la brigade mobile de Paris[5]). Personnage rugueux, irascible, parfois ironique et sarcastique, il n'hésite pas à « engueuler » ses hommes lorsque les résultats ne sont pas au rendez-vous, quitte à être parfois injuste. En même temps, il connaît leur valeur et n'hésite pas à les soutenir.
- Gabrielli (Pinkas Braun, doublé par Jacques Deschamps), le nouveau « patron » (à partir de la saison 5, dans Les Nouvelles Brigades du Tigre). Il remplace Faivre (parti en retraite) au lendemain de la Grande Guerre. Plus raffiné et plus mondain que son prédécesseur, il n'« engueule » jamais ses hommes mais préfère l'ironie. Il partage cependant une caractéristique avec Faivre, dont on se rend compte au fil des épisodes : la confiance qu'il accorde à ses policiers.

## Contexte historique
Au début du XXe siècle, les méthodes utilisées par les forces de l'ordre n'ont guère évolué depuis Vidocq, si l'on en croit le premier épisode de la série. Afin de lutter contre une criminalité galopante, Georges Clemenceau dit « le Tigre » (il est à la fois Président du Conseil et ministre de l'Intérieur), met en place les Brigades mobiles.
Les aventures mises en scène dans la série débutent souvent sur un fait divers, lequel ne sert en réalité qu'à lancer un scénario qui amène les policiers à se frotter à un contexte politique, diplomatique, social, voire scientifique ou sportif, ancré dans l'actualité : Entente cordiale, premières découvertes sur l'atome, Tour de France cycliste, etc.
Chaque épisode, par sa construction et la bonne cohésion du scénario, tente de donner au spectateur une idée de la vie de l'époque en relatant des faits réels dans lesquels le scénariste a puisé son inspiration.

## Production

### Conception
Le scénariste de la série, Claude Desailly, a volontairement souhaité que celle-ci ne se poursuive pas jusqu'à la Seconde Guerre mondiale et qu'elle ne couvre que les Années folles (1920-1929). Entre 1930 et 1939, l'atmosphère en France devenait de plus en plus tendue, à la fois à cause de la Grande Dépression et de la montée du totalitarisme en Europe (Mussolini, Hitler, Staline…). Le contexte international et le mode de vie des Français avaient ainsi énormément évolué par rapport aux trente premières années du XXe siècle, qui avaient une certaine forme d'insouciance et de romantisme.
De plus, à partir des années 1930, les moyens mis à disposition de la police française se sont considérablement améliorés : création d'Interpol à Paris, modernisation des unités, importantes affaires criminelles comme l'affaire Stavisky ou le meurtre de Gaston Truphème, courtier en diamants.
La police n'a alors plus rien à voir avec les brigades mobiles créées au début du siècle par Georges Clemenceau.
Claude Desailly, sur une proposition d'Alain Decaux, souhaitait montrer une France de début de siècle aux prises avec des bandits écumant le pays avec des moyens bien supérieurs à ceux de la police. La population connaissait alors une peur quotidienne, à l'échelle communale, tout au plus régionale, ce qui n'est plus le cas à partir de 1930, où le sentiment de défiance est lié au contexte international et à la crainte de l'avenir. La série devait ainsi cesser pour conserver une certaine réalité historique, bien que romancée, chez le spectateur, plutôt que de devenir une pure fiction n'ayant plus d'ancrage dans la réalité.

### Tournage
Chaque saison de la série représente trois mois de tournage, chaque épisode demandant entre onze et quatorze jours. Les huit premiers jours sont consacrés à l'ensemble des séquences de bureaux dans les locaux du commissariat, tournées dans les vieux studios de Télécip. Les acteurs y enchaînent des scènes appartenant à différentes histoires. Les prises de son sont effectuées en direct, les scènes en extérieur sont tournées postérieurement.

#### Extérieurs

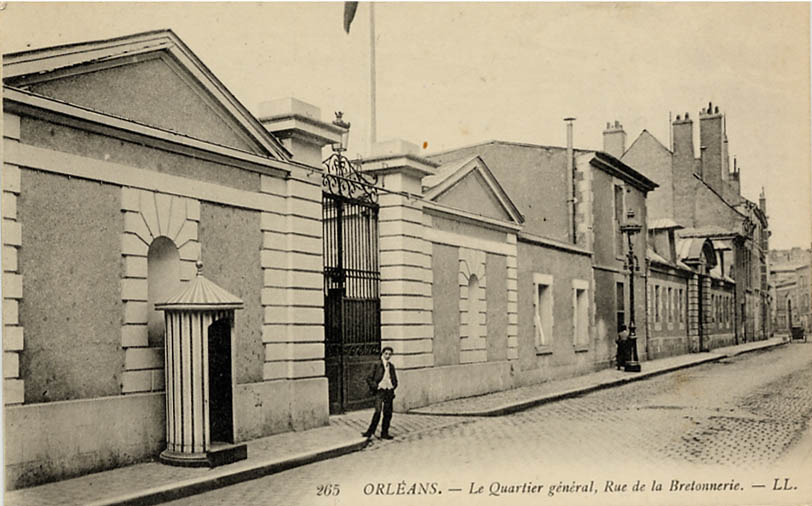
L'hôtel Gombault vers 1900, siège du 5e corps d'armée de 1873 à 2011 et lieu de tournage.

La ville de Paris étant devenue trop moderne, les scènes extérieures sont tournées à Orléans, dont certaines rues présentent encore l'aspect du Paris du début du XXe siècle, comme la place Saint-Aignan.
D'autres tournages ont été réalisés en Belgique (exemple : épisode « La main noire ») avec des acteurs locaux.
À Orléans, le quartier situé entre la place Saint-Aignan et la collégiale Saint-Pierre-le Puellier est privilégié. Le spectateur averti peut reconnaître les rues Saint-Flou, de la Tour ou des Tanneurs, lors des poursuites, ou encore les rues des Récollets et de la Bretonnerie pour les investigations. Des bâtiments, comme l’imprimerie La Laborieuse ou des immeubles du quai Barentin et de la rue Croix-de-Bois, sont utilisés ponctuellement. En 1976, l’hôtel Groslot, apprécié du réalisateur, endosse pour une journée le rôle du ministère de la Justice.
À ces décors occasionnels s'ajoutent certains lieux et bâtiments qui deviennent vite emblématiques de la série. Le cloître Saint-Aignan est souvent exploité, comme au début du premier épisode lors de la filature d’un bandit par Valentin. Des bâtiments désaffectés en briques rouges reviennent aussi lors des scènes de « planques ». Il s’agit, en fait, de la friche industrielle de la vinaigrerie Dessaux. Par ailleurs, lorsque l’on évoque la série, on pense aux entraînements de boxe française dans un gymnase parqueté et à l’entrée des automobiles dans la cour du commissariat. Ce gymnase est celui de la rue des Quatre-Fils-Aymon, alors que le commissariat est le quartier général au 1, rue de la Bretonnerie (hôtel Gombault). Il est d’ailleurs amusant de voir le commissaire Valentin censé sortir du gymnase pour arriver dans la cour du commissariat, dans la réalité distante de plusieurs rues.
Les alentours d'Orléans sont également sollicités, comme les bords du Loiret, le Canal d'Orléans ou encore le château de La Ferté-Saint-Aubin.
L'épisode « Le cas Valentin » est tourné en partie dans les allées du Chai de Bercy, 12e arrondissement de Paris, dans lequel on reconnaît les bâtiments — dont un a survécu — et les rails typiques utilisés pour les wagons transportant les barriques de vins.
La mairie du 12e arrondissement de Paris du côté de l'aile Bignon a été choisie comme l'entrée principale du commissariat des brigades pour la période de la Belle Époque.
L'épisode « Le Village maudit» a été tourné en grande partie dans et aux abords du village de Tournemire et de son célèbre château d'Anjony (Cantal).

## Épisodes
Dans l'ordre chronologique de première diffusion de chaque épisode. Les résumés ont été écrits après visionnage de chacun des épisodes.

### Saison 5 (1981-1982)
La série s'appelle désormais Les nouvelles Brigades du Tigre. Tous les épisodes de cette saison et de la suivante se déroulent dans l'entre-deux guerres.

### Saison 6 (1982-1983)
Reprenant en partie le titre originel, la série devient Les Brigades du Tigre : Les années folles.

### Les épisodes par années
Voici la liste tous les épisodes classés dans l’ordre des années où ont lieu les diverses enquêtes des Brigades du Tigre. Dans le cas où l’année compte plusieurs enquêtes, elles sont classées dans l’ordre, plus classique, des épisodes. Les chiffres entre parenthèses, après le titre de chaque épisode, sont, dans l'ordre, le numéro de la saison et celui de l’épisode dans la saison.
- 1907 : Ce siècle avait sept ans… (1-1)
- 1908 : Don de Scotland Yard (3-3) - L'Ange blanc (4-6)
- 1909 : Nez de chien (1-2) - Les Vautours (1-3) - Visite incognito (1-4) - Collection 1909 (2-1) - L'Homme à la casquette (3-2) - Cordialement vôtre (4-4)
- 1910 : La Main noire (1-6) - L'Auxiliaire (2-2)
- 1911 : La Confrérie des loups (1-5) - Les Compagnons de l'Apocalypse (2-3)
- 1912 : Le Défi (2-4) - Le Crime du Sultan (3-5) - Bandes et Contrebandes (4-3)
- 1913 : La Couronne du Tsar (2-5) - De la poudre et des balles (2-6) - Bonnot et Compagnie (3-1) - Le Cas Valentin (3-4) - Le Village maudit (4-1) - Les Demoiselles du Vésinet (4-2) - Les Enfants de la Joconde (4-5)
- 1914 : L'Ère de la calomnie (3-6)
- 1919 : S.O.S. tour Eiffel (5-1)
- 1923 : La Grande Duchesse Tatiana (6-3)
- 1925 : Le Réseau Brutus (5-5) - Les Princes de la nuit (6-1) - La Fille de l'air (6-5)
- 1926 : Le Temps des garçonnes (5-2) - Le Complot (5-6)
- 1927 : Rita et le Caïd (6-2) - Les Fantômes de Noël (6-4)
- 1929 : Le Vampire des Carpates (5-3) - Made in U.S.A. (5-4)
- 1930 : Lacs et Entrelacs (6-6)

Une septième saison fut également écrite, mais elle n'a jamais été tournée,, :
- 1931 : Le roi de pique (7-1) - Pickpocket saga (7-3)
- 1933 : Les disparus de Ville-d'Avray (7-6)
- 1934 : Maria et les Oustachis (7-2) - Le coup du 6 Février (7-4)
- 1935 : Stratagèmes (7-5)

## Autour de la série

### Raisons du succès
La série des Brigades du Tigre est l’un des gros succès de la télévision française dans les années 1970-1980. Les trois principaux comédiens furent aussi très populaires. On peut tenter de l’expliquer par les raisons suivantes :
- le souci de restitution des décors et des ambiances d’une époque révolue : celle de la Belle Époque (de 1900 à 1914) pour les quatre premières saisons, puis celle des Années folles (années 1920) pour les deux dernières. Les voitures « début de siècle » faisant le joyau et l’image de cette série policière au charme désuet ;
- le choix en têtes d'affiches de comédiens encore peu connus mais talentueux ;
- l’originalité des scénarios qui reposent sur une trame historique précise ; Claude Desailly s’étant inspiré, pour chaque épisode, des affaires et du contexte politique et social troublé du début du XXe siècle. C’est tout le génie d’avoir laissé croire aux téléspectateurs que les histoires des Brigades du Tigre avaient réellement existé… Enfin comme l’écrit Stéphane Lerouge, le « ton de la série est identifiable au fait qu’il mélange l’action, le suspense et l’humour et ce, au profit d’une mise en perspective historique […] avec un regard pertinent sur une époque et une société en pleine mutation[15] » ;
- la connivence et la complicité du trio policier Valentin-Pujol-Terrasson (Bouillon, Tribout et Maguelon étant devenus de véritables amis) qui donnent une fluidité, une touche humoristique et un dynamisme certains dans le jeu des acteurs. Enfin, les colères et l’autoritarisme de Faivre, « engueulant » ses hommes comme des enfants de chœur, ajoutent leur grain de sel dans cette série haute en couleur ;
- la musique de Claude Bolling enrobe à la manière d'un écrin cette série. La célèbre « Complainte des Apaches », interprétée par Philippe Clay, plante le décor avec sa mélodie et ses paroles très « 1900 ». Le jazzman français a composé pour les Brigades du Tigre une œuvre remarquable tant les harmonies et les multiples instruments plongent le spectateur dans une atmosphère qui rappelle l'atmosphère du début du XXe siècle. Comme Claude Bolling le dit : « Il fallait être dans le ton et le charme de l’époque en évitant l’écueil du « faux-vieux » […], mettre au point une écriture moderne à l’intérieur d’un parfum rétro, en utilisant notamment des instruments anachroniques par rapport au début du siècle (orgue électrique, guitare basse…). Les Brigades du Tigre, c’est d’abord un regard du présent sur le passé[16]. » Les relents et les paroles de la chanson La Complainte des Apaches (au générique) ne sauraient masquer tous les trésors de la bande originale (Inquiétude, Somnifère, Suspense, Assassinat incendie, etc.). Après l’expérience de Borsalino, Bolling réalisa avec les Brigades du Tigre un coup de maître qui a beaucoup fait pour la popularité de la série.

### Entraînement des comédiens
Du premier au dernier épisode, les comédiens étaient entraînés et tous les combats réglés par Claude Simonot, le champion de boxe française de l'époque et qui avait été en 1965 l'un des fondateurs du Comité National de Boxe Française (créé le 5 janvier 1965 et affilié le 12 décembre de la même année à la Fédération Française de Judo (FFJJJ, elle ne s'appelait pas encore la FFJDA), fédération qui à l'époque en France regroupait la plupart des disciplines, la Fédération Française de Karaté (FFKAMA) n'ayant été créée qu'en 1975).
Lors de leur création en 1907 par Georges Clemenceau, les brigades mobiles régionales dites brigades du Tigre, unités de police judiciaire « modernes », s'entraînent réellement à la boxe française (appelée aussi la savate).

### Des personnages mystérieux?
On ne sait presque rien de Valentin, Terrasson, Pujol et Faivre, si ce n'est qu'ils sont aux antipodes du flic-torturé-alcoolo-divorcé-qui-tente-de-rapiécer-le-puzzle-de-sa-vie qui peuple les polars. Hormis les psychologies des personnages principaux qui se dessinent de manière impressionniste tout au long des épisodes, la série n'apporte sur ces derniers quasiment aucune information d'ordre biographique. Tout au plus apprend-on que Terrasson se surnomme « le colosse de Rodez » (Ce siècle avait sept ans) et qu'il a une sœur (qui se marie dans Made in USA), que Faivre a fait une partie de sa carrière à Madagascar où il a connu Lyautey (Le crime du Sultan), et qu'ils sont célibataires (confirmé pour Valentin dans Les Demoiselles du Vésinet et de facto pour Terrasson qui se marie dans le dernier épisode de la série Lacs et Entrelacs). Mais il est sous entendu que Valentin a entretenu autrefois une relation avec une danseuse de cabaret (Visite incognito) et il tombe amoureux d'une suspecte dans Les Princes de la nuit. Il a également été aviateur lors de la Grande Guerre. En revanche, aucune indication n'est donnée sur ce qu'il est advenu de Pujol et Terrasson entre 1914 et 1918 (entre la Saison 4 et la Saison 5). Ont-ils combattu ? Sont-ils restés dans la police ? Aucune information n'est donnée. En 1919, nous apprenons que Faivre a pris sa retraite (SOS Tour Eiffel) et que sa principale activité est maintenant la pêche.

### Les personnages historiques
Les héros de la série croisent fréquemment des personnalités historiques de l'époque de façon plus ou moins anecdotique. Ainsi, au fil des épisodes tour à tour apparaissent sous les traits d'acteurs différents personnages illustres.
- Saison 1 : Louis Blériot et Hubert Latham (aviateurs), George V du Royaume-Uni (prince de Galles à l'époque), Georges Méliès (cinéaste).
- Saison 2 : Georges Clemenceau (président du Conseil et ministre de l'Intérieur).
- Saison 3 : Maréchal Hubert Lyautey (général à l'époque), Moulay Abdelhafid (ancien sultan du Maroc).
- Saison 4 : Maxime Laubeuf (ingénieur spécialisé dans les sous-marins), Lucien Petit-Breton (cycliste double vainqueur du Tour de France).
- Saison 5 : James Cosmano (en) (gangster italo-américain), Raymond Poincaré (président du Conseil).
- Saison 6 : Alexandre Koutepov (général russe), Webster Thayer (en) (juge américain), Aristide Briand (homme politique plusieurs fois président du Conseil, ministre des Affaires étrangères et ministre de la Justice), Igor Sikorsky (ingénieur aéronautique russo-américain).

### Commentaires
- Le préfet de police Célestin Hennion (1862-1915) a modernisé la police française au début du XXe siècle, avec le soutien de Georges Clemenceau (à l'époque surnommé « le Tigre »). Il est le créateur des Brigades mobiles, précurseurs de toutes les forces spéciales (BRB, GIGN, etc.) de la police et de la gendarmerie française modernes.
- Le terme « Brigades du Tigre », le titre de la série, est une invention de Claude Desailly. Cette expression n'a jamais désigné, à l'époque, la police fondée sous Georges Clemenceau. Cette dernière était appelée les « Brigades régionales de police mobile »[17].
- Claude Desailly désirait créer une série qui soit l'équivalent des Incorruptibles, feuilleton à succès aux États-Unis diffusé à la fin des années 1950 puis, en France, au milieu des années 1960. Il a cédé les droits d'exploitation au cinéma pour un film. Il n'a pas cherché à cautionner cette production, après les diverses orientations scénaristiques qui ont été prises et qui se sont éloignées de son projet initial.
- La série comporte un épisode pour chaque personnage du trio Valentin-Terrasson-Pujol où l'enquête est davantage axée sur un seul membre, les deux autres ayant des rôles plus secondaires. Respectivement (Le Cas Valentin), (Le Village maudit) et (Les Enfants de la Joconde)
- La série a été portée au grand écran sous le même titre, Les Brigades du Tigre, en 2006 par Jérôme Cornuau (où Clovis Cornillac est le commissaire Valentin, Édouard Baer l'inspecteur Pujol, Olivier Gourmet l'inspecteur Terrasson et Gérard Jugnot le patron, le commissaire Faivre). Peut-être parce qu'il n'a pas suivi les fondamentaux de la série (humour et légèreté, « musique d'époque », etc.), ce film n'a connu ni le même succès ni la même réussite.
- Une septième saison a été écrite sur le début des années 1930, mais ne fut jamais tournée à cause d'un changement de direction au sein de la chaîne publique Antenne 2 (France 2). Cela devait être la dernière, car Claude Desailly ne voulait pas entraîner ses héros jusqu'à la guerre.
- La série fut vendue à une vingtaine de pays dont le Japon[18]
- Lors des toutes premières diffusions, le générique était uniquement instrumental et non chanté.

## Produits dérivés

### DVD
Les épisodes ont eu droit à une première édition en numérique disponible chez les marchands de journaux à raison de deux épisodes par mois (un par dvd) depuis fin mars 2006. La même collection fut distribuée en parallèle chez France-Loisirs.
Tous les épisodes ont été regroupés en octobre 2007 dans édition sous forme d'un coffret DVD. Cette seule édition dans ce format est controversée en raison de la qualité médiocre de l'image et du son restitués. Il faut rappeler que le support d'époque est une pellicule 16 mm.
Le 16 avril 2018, la société française Vectracom, spécialisée dans la restauration de films anciens, annonce qu'elle travaille sur la restauration complète de la série en vue d'une prochaine réédition.
- Les Brigades du Tigre : Saison 1 (7 novembre 2001) (ASIN B00005Q4NR)
- Les Brigades du Tigre : Saison 2 (6 mai 2004) (ASIN B0001U1REC)
- Les Brigades du Tigre : Saison 3 (26 mai 2005) (ASIN B0008GRT28)
- Les Brigades du Tigre : Saison 4 (6 avril 2006) (ASIN B000EJ9L2K)
- Les Brigades du Tigre : Saison 5 (19 octobre 2006) (ASIN B000H0MIB2)
- Les Brigades du Tigre : Saison 6 (4 mai 2007) (ASIN B000O76BRK)

Édition DVD (2007)
- Les Brigades du Tigre : L'intégrale (18 octobre 2007) (ASIN B000U05JNI)

### Disques (CD)
- Les Brigades du Tigre de Claude Bolling (Playtime, 1992) / CD (37 titres) qui reprend les morceaux les plus connus de la série.
- Les Brigades du Tigre (bande originale de la série télévisée) de Claude Bolling (Frémeaux & Associés, 2006) / Double CD (82 titres) qui reprend la quasi-intégralité de l’œuvre de Claude Bolling sur la série.

### Livres et revues
- Les Brigades du Tigre, la main noire de Claude Desailly (Nathan-télévision A2, 1976) / Livre roman qui reprend les six épisodes de la Ire saison.
- Les Brigades du Tigre, la bande à Bonnot de Claude Desailly (Nathan-télévision A2, 1976) / Livre roman qui reprend les six épisodes de la IIIe saison.
- Les Brigades du Tigre (Collection Télé Junior no 7 A2, 1979) / Bande dessinée qui reprend les six épisodes de la Ire saison.
- Les Brigades du Tigre de Claude Desailly (éditions du Chat Perché - Flammarion A2, 1981) / Livre roman, relié et illustré, qui reprend les six épisodes de la Ve saison.
- Les Brigades du Tigre, Les limiers des temps modernes de Michelle Roussel & Didier Liardet (Éditions Yris-2008), préfacé par Jean-Claude Bouillon / Synthèse exhaustive et illustrée sur la série.

## Adaptation
- Les Brigades du Tigre (2006), film de Jérôme Cornuau.